# Peter Lüscher
Peter Lüscher (ur. 14 października 1956 w Romanshorn) – szwajcarski narciarz alpejski, wicemistrz świata i zdobywca Pucharu Świata.

## Kariera
Pierwsze punkty w zawodach w zawodach Pucharu Świata zdobył 12 stycznia 1975 roku w Wengen, zajmując siódme miejsce w kombinacji alpejskie. Na podium zawodów tego cyklu pierwszy raz stanął 18 lutego 1977 roku w St. Anton, gdzie rywalizację w tej konkurencji ukończył na drugiej pozycji. W zawodach tych rozdzielił Seppa Ferstla z RFN i Austriaka Franza Klammera. Łącznie 25 razy stawał na podium zawodów pucharowych, odnosząc przy tym sześć zwycięstw: 10 grudnia 1978 roku w Schladming, 28 stycznia 1979 roku wygrał slalom i kombinację, 16 grudnia 1979 roku w Madonna di Campiglio był najlepszy w kombinacji, 5 lutego 1983 roku w St. Anton wygrał zjeździe, a 9 lutego 1983 roku w Garmisch-Partenkirchen triumfował w supergigancie. Najlepsze wyniki osiągnął w sezonie 1978/1979, kiedy triumfował w klasyfikacji generalnej, a w klasyfikacji giganta był drugi. Ponadto w sezonie 1982/1983 zajął drugie miejsce w klasyfikacji kombinacji.
Jego największym sukcesem jest srebrny medal w kombinacji wywalczony podczas mistrzostw świata w Schladming w 1982 roku. W zawodach tych rozdzielił Francuza Michela Viona i Austriaka Antona Steinera. Był to jego jedyny medal wywalczony na międzynarodowej imprezie tej rangi. Był też między innymi siódmy w gigancie na rozgrywanych cztery lata wcześniej mistrzostwach świata w Garmisch-Partenkirchen. W 1976 roku wystąpił na igrzyskach olimpijskich w Innsbrucku, zajmując ósme miejsce w slalomie. Brał też udział w igrzyskach w Lake Placid w 1980 roku, gdzie nie ukończył rywalizacji w gigancie i slalomie.
W 1985 roku zakończył karierę.
Jego żoną jest była francuska alpejka, Fabienne Serrat.

## Osiągnięcia

### Igrzyska olimpijskie
| Miejsce | Dzień     | Rok  | Miejscowość | Konkurencja | Czas biegu | Strata | Zwycięzca        |
| ------- | --------- | ---- | ----------- | ----------- | ---------- | ------ | ---------------- |
| 10.     | 14 lutego | 1976 | Innsbruck   | Slalom      | 2:03,29    | +4,81  | Piero Gros       |
| DNF1    | 19 lutego | 1980 | Lake Placid | Gigant      | 2:40,74    | -      | Ingemar Stenmark |
| DNF1    | 22 lutego | 1980 | Lake Placid | Slalom      | 1:44,26    | -      | Ingemar Stenmark |

### Mistrzostwa świata
| Miejsce | Dzień     | Rok  | Miejscowość            | Konkurencja | Czas biegu | Strata     | Zwycięzca         |
| ------- | --------- | ---- | ---------------------- | ----------- | ---------- | ---------- | ----------------- |
| 10.     | 14 lutego | 1976 | Innsbruck              | Slalom      | 2:03,29    | +4,81      | Piero Gros        |
| 7.      | 2 lutego  | 1978 | Garmisch-Partenkirchen | Gigant      | 3:02,52    | +3,61      | Ingemar Stenmark  |
| DNF1    | 5 lutego  | 1978 | Garmisch-Partenkirchen | Slalom      | 1:39,54    | -          | Ingemar Stenmark  |
| DNF1    | 19 lutego | 1980 | Lake Placid            | Gigant      | 2:40,74    | -          | Ingemar Stenmark  |
| DNF1    | 22 lutego | 1980 | Lake Placid            | Slalom      | 1:44,26    | -          | Ingemar Stenmark  |
| 2.      | 5 lutego  | 1982 | Schladming             | Kombinacja  | 12,64 pkt  | +5,44 pkt  | Michel Vion       |
| 4.      | 5 lutego  | 1985 | Bormio                 | Kombinacja  | 7,67 pkt   | +40,74 pkt | Pirmin Zurbriggen |

### Puchar Świata

#### Zwycięstwa w końcowych klasyfikacjach
- sezon 1974/1975: 52.
- sezon 1975/1976: 25.
- sezon 1976/1977: 36.
- sezon 1977/1978: 16.
- sezon 1978/1979: 1.
- sezon 1979/1980: 9.
- sezon 1980/1981: 58.
- sezon 1981/1982: 28.
- sezon 1982/1983: 5.
- sezon 1983/1984: 55.
- sezon 1984/1985: 16.

#### Zwycięstwa w zawodach Pucharu Świata
1. Schladming – 10 grudnia 1978 (kombinacja)
2. Garmisch-Partenkirchen – 28 stycznia 1979 (slalom)
3. Garmisch-Partenkirchen – 28 stycznia 1979 (kombinacja)
4. Madonna di Campiglio – 16 grudnia 1979 (kombinacja)
5. St. Anton – 5 lutego 1983 (zjazd)
6. Garmisch-Partenkirchen – 9 lutego 1983 (supergigant)

#### Pozostałe miejsca na podium
1. St. Anton – 18 lutego 1977 (kombinacja) – 2. miejsce
2. Stratton Mountain – 4 marca 1978 (slalom) – 3. miejsce
3. Arosa – 18 marca 1978 (gigant) – 3. miejsce
4. Schladming – 9 grudnia 1978 (gigant) – 2. miejsce
5. Madonna di Campiglio – 13 grudnia 1978 (slalom) – 2. miejsce
6. Kranjska Gora – 22 grudnia 1978 (gigant) – 2. miejsce
7. Courchevel – 7 stycznia 1979 (gigant) – 2. miejsce
8. Kitzbühel – 21 stycznia 1979 (kombinacja) – 3. miejsce
9. Steinach – 23 stycznia 1979 (gigant) – 2. miejsce
10. Lake Placid – 4 marca 1979 (gigant) – 3. miejsce
11. Garmisch-Partenkirchen – 14 lutego 1982 (kombinacja) – 3. miejsce
12. Val d’Isère – 12 grudnia 1982 (supergigant) – 2. miejsce
13. Val d’Isère – 19 grudnia 1982 (kombinacja) – 3. miejsce
14. Val d’Isère – 9 stycznia 1983 (zjazd) – 2. miejsce
15. Kitzbühel – 23 stycznia 1983 (kombinacja) – 3. miejsce
16. Parpan – 17 stycznia 1984 (kombinacja) – 3. miejsce
17. Wengen – 20 stycznia 1985 (zjazd) – 2. miejsce
18. Wengen – 21 stycznia 1985 (kombinacja) – 3. miejsce
19. Garmisch-Partenkirchen – 27 stycznia 1985 (kombinacja) – 2. miejsce